# Lista de seleções nacionais de futebol por apelido
Esta é uma lista de seleções nacionais de futebol por apelido (português brasileiro) ou alcunha (português europeu)[carece de fontes?].
Nota: a relação está separada por continentes.